# Karolina Karlovna Pavlova
Karolina Karlovna Pavlova (họ trước khi lấy chồng: Jänisch, tiếng Nga: Кароли́на Ка́рловна Па́влова - Каролина Павлова-Яниш)(10 tháng 7 năm 1807 – 2 tháng 12 năm 1893) – là nữ nhà thơ Nga gốc Đức.

## Tiểu sử
Karolina Pavlova sinh ở Yaroslavl. Bố là một giáo sư ngành y rất yêu hội họa và văn học. Karolina được dạy dỗ đến nơi đến chốn. Từ nhỏ đã thông thạo 4 ngoại ngữ và nổi tiếng khắp Moskva là "một thiếu nữ tài năng và đa tài". Năm 1825 Karolina Pavlova gặp nhà thơ Adam Mickiewicz ở Moskva. Hai người yêu nhau và định làm đám cưới nhưng bố của Karolina phản đối. Ông không muốn con gái mình kết hôn với nhà thơ nghèo lại đang theo đuổi chuyện chính trị (kêu gọi dân Ba Lan khởi nghĩa chống lại ách thống trị của Nga hoàng). Sau đó Adam Mickiewicz rời Moskva và từ đó hai người không còn gặp nhau nữa. Mối tình này được thể hiện trong nhiều bài thơ của Karolina Pavlova. Sau này bà viết cho con trai của Adam Mickiewicz: "Hồi tưởng về tình yêu này là niềm hạnh phúc đối với tôi".

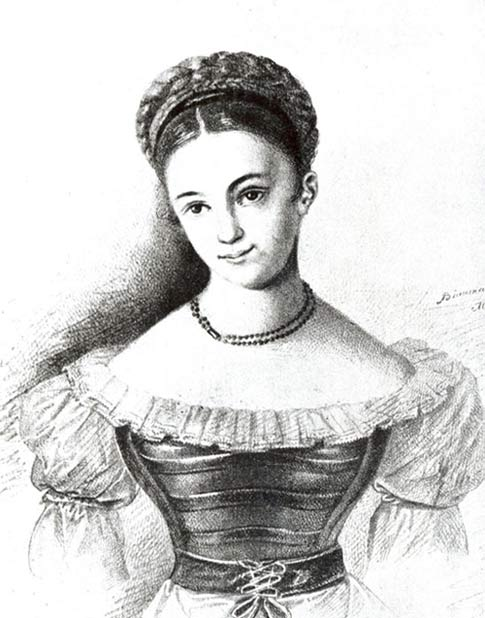
Chân dung Kalorina Pavlova. Tranh của họa sĩ Bineman

Năm 1833 in cuốn Das Nordlicht... Proben der neueren russischen Literatur (Ánh sáng phương Bắc. Những hình ảnh của văn học Nga mới) ở Đức gồm các bản dịch thơ của Aleksandr Sergeyevich Pushkin, Vasily Andreyevich Zhukovsky, Evgeny Abramovich Baratynsky, Anton Antonovich Delvig... và một số bài hát dân gian cùng với 10 bài thơ sáng tác bằng tiếng Đức. Năm 1835 đăng trên tạp chí Revue Germanique của Pháp bản dịch Die Jungfrau von Orléans của Friedrich Schiller ra tiếng Pháp. Năm 1839 bà xuất bản ở Paris cuốn Les preludes gồm các bản dịch thơ của các nhà thơ Nga và Anh, Đức sang tiếng Pháp.
Năm 1937 nhờ món tài sản thừa kế rất lớn của người cậu nên Karolina Pavlova mặc dù lúc nhan sắc đã không còn mặn mà nhưng vẫn cưới được nhà văn Nicolay Pavlov đang rất nổi tiếng lúc đó. Sau này chính Nicolay Pavlov đã thú nhận rằng "sai lầm lớn nhất trong đời là cưới vợ vì tiền". Đến đầu thập niên 1850 thì cuộc hôn nhân này tan vỡ cùng với những vụ xì-căng-đan. Năm 1853 bà đi sang Đức rồi Pháp, Thụy Sĩ. Từ năm 1861 trở về Dresden sống thường xuyên, thỉnh thoảng mới về thăm nước Nga trong vài ngày. Karolina Pavlova mất ở Dresden, Đức.

## Một số bài thơ
| Em bây giờ có suy nghĩ về anh Không lầm lỗi, dù có phần buồn bã! Lòng em hướng về miền đất xa xăm Về số phận đã từ lâu xa lạ. Nhiều năm qua – và những ngày đau khổ Và ngày vui chưa từng gặp một lần Rất nhiều năm – và còn hơn thế nữa Biến cố làm thay đổi em và anh. Anh và em chia tay không như thế Ta chia tay – thi sĩ, còn nhớ chăng? Món quà hạnh phúc là do phận số Mà, có thể là: có, có thể - không! Ai đã từng có ảo ảnh màu hồng Những giấc mơ cầu toàn và kiêu hãnh? Ai từng ngăn lại phút giây xúc cảm Ánh hoàng hôn, những ngọn sóng triều dâng? Ai không bảo vệ? Sợ hãi, lặng câm Trước thần tượng đã không còn uy tín?... Về cái cũ xưa... Về cái cũ xưa, những gì đã chết Ý nghĩ lặng câm đè nặng trong lòng Trong cuộc đời tôi gặp bao cái ác Và biết bao tình cảm đã xài hoang Nhiều hy sinh cho mình không đúng lúc. Tôi lại bước đi sau mỗi sai lầm Mà lãng quên bài học đời nghiệt ngã Tôi bất lực, lầm lẫn giữa đời thường Tin vào nước mắt, nụ cười, lời nói Trí tuệ không dứt được khỏi trái tim. Và tâm hồn và số phận cứng đầu Giữa những khổ đau đã giành phần thắng Vào thành công tôi hãy còn tin tưởng Như con bạc kiên nhẫn và đời chờ Ngày hạnh phúc, tôi dõi theo ngày tháng. Kho báu này tiếp theo kho báu khác Tôi vứt ra mà chẳng thấy thành công Những kẻ hạnh phúc, những kẻ ngồi gần Nhìn bằng ánh mắt tham lam, ác độc Liệu hồn kiên gan có đổi thay chăng? Bản dịch của Nguyễn Viết Thắng | К тебе теперь я думу обращаю К тебе теперь я думу обращаю, Безгрешную, хоть грустную,— к тебе! Несусь душой к далекому мне краю И к отчужденной мне давно судьбе. Так много лет прошло,— и дни невзгоды, И радости встречались дни не раз; Так много лет,— и более, чем годы, События переменили нас. Не таковы расстались мы с тобою! Расстались мы,— ты помнишь ли, поэт?— А счастья дар предложен был судьбою; Да, может быть, а может быть — и нет! Кто ж вас достиг, о светлые виденья! О гордые, взыскательные сны? Кто удержал минуту вдохновенья? И луч зари, и ток морской волны? Кто не стоял? испуганно и немо, Пред идолом развенчанным своим?.. О былом, о погибшем, о старом Мысль немая душе тяжела; Много в жизни я встретила зла, Много чувств я истратила даром, Много жертв невпопад принесла. Шла я вновь после каждой ошибки, Забывая жестокий урок, Безоружно в житейские ошибки: Веры в слезы, слова и улыбки Вырвать ум мой из сердца не мог. И душою, судьбе непокорной, Средь невзгод, одолевших меня, Убежденье в успех сохраня, Как игрок ожидала упорный День за днем я счастливого дня. Смело клад я бросала за кладом,- И стою, проигравшися в пух; И счастливцы, сидящие рядом, Смотрят жадным, язвительным взглядом - Изменяет ли твердый мне дух? |